# Brunswick Mountain
Der Brunswick Mountain, auch Mount Brunswick genannt, ist ein 1788 m hoher Berg mit einer Schartenhöhe von 1294 m im Südwesten der kanadischen Provinz British Columbia, im Squamish-Lillooet Regional District.

## Geographie
Der Brunswick Mountain ist ein Berg in der Britannia Range der North Shore Mountains; er liegt am Howe Sound, nordwestlich des Dorfes Lions Bay, und ist der Namengeber des Brunswick Beach, einer Örtlichkeit am Ufer des unterhalb gelegenen Howe Sound. Der Brunswick Mountain wird oft für den höchsten Gipfel der North Shore Mountains gehalten. Der nächsthöhere Berg ist der Sky Pilot Mountain.
Der Berg ist über den Howe Sound Crest Trail oder den Brunswick Mountain Trail von Lions Bay aus zugänglich.

## Geschichte
Der Brunswick Mountain wurde wie viele geographische Objekte am Howe Sound 1859 von Kapitän Richards im Kontext der Seeschlacht vom 1. Juni 1794 benannt. Die HMS Brunswick, ein 1790 in Deptford gebautes Schiff von 1.836 Tonnen und mit 74 Kanonen bewaffnet, wurde von John Harvey kommandiert, der in der Schlacht einen Arm verlor. In dem Gebiet gibt es auch einen Mount Harvey, der nach dem Kapitän benannt ist, und eine Hutt Island, welche nach Kapitän John Hutt benannt ist, der in der Schlacht ein Bein verlor und die HMS Queen befehligte.